# Доссо Доссі
Доссо Доссі (італ. Dosso Dossi, справжнє ім'я — Джованні ді Ніколо де Луте́рі Giovanni di Niccolò de Luteri, бл. 1490, Мантуя — 1542, Феррара) — італійський художник, представник Феррарської школи живопису.

## Біографія
Майбутній художник народився у Сан Джованні дель Доссо, звідки і його прізвисько. Майже нічого не відомо про його ранішні роки. Вважають, що його батько селянин чи ремісник. Можливо, що початкову художню освіту отримав у майстра з Феррари Лоренцо Коста чи в Мантуї. Мав брата на ім'я Баттіста Доссі, що допомагав йому у виконанні замовлень.
Виїздив до Венеції. Вважають, що деякий термін Доссо працював в майстерні Джорджоне, зустрічався з Тиціаном. З останнім він пізніше був пов'язаний роботами по оздобленню залів замку герцогів Феррари і виконанням портретів, в тому числі куртизанки Лаури Діанті, цивільної дружини герцога Альфонсо I . 
З 1514 року він при дворі герцогів Феррари Альфонсо I і Ерколе II д'Есте. Мав у Феррарі майстерню. Серед його учнів і помічників — Габріеле Капелліні, Джованні Франческо Суркі та ін.

## Міфологічні картини

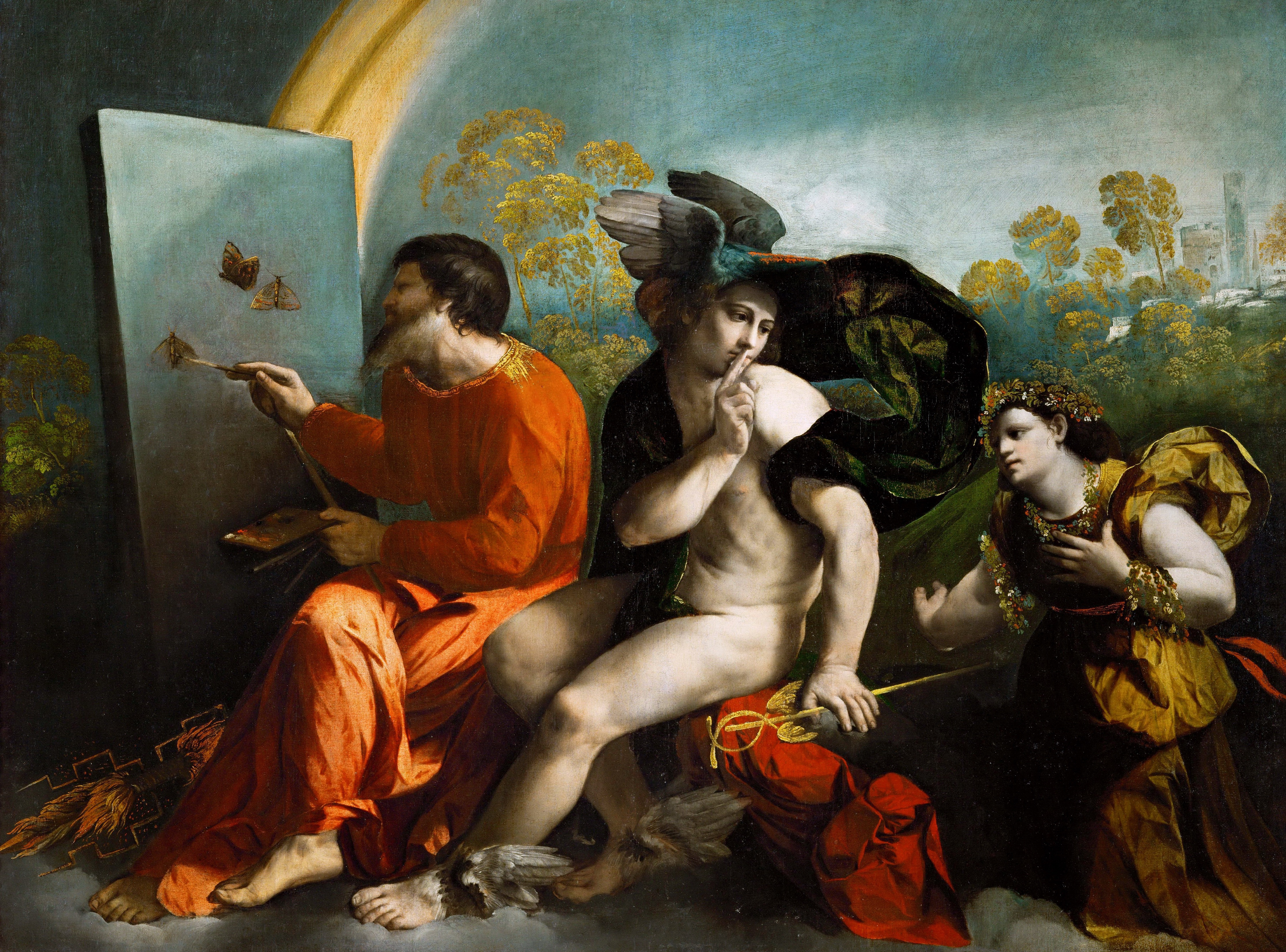
Юпітер малює метеликів.Замок Вавель, Краків ,  Польща.
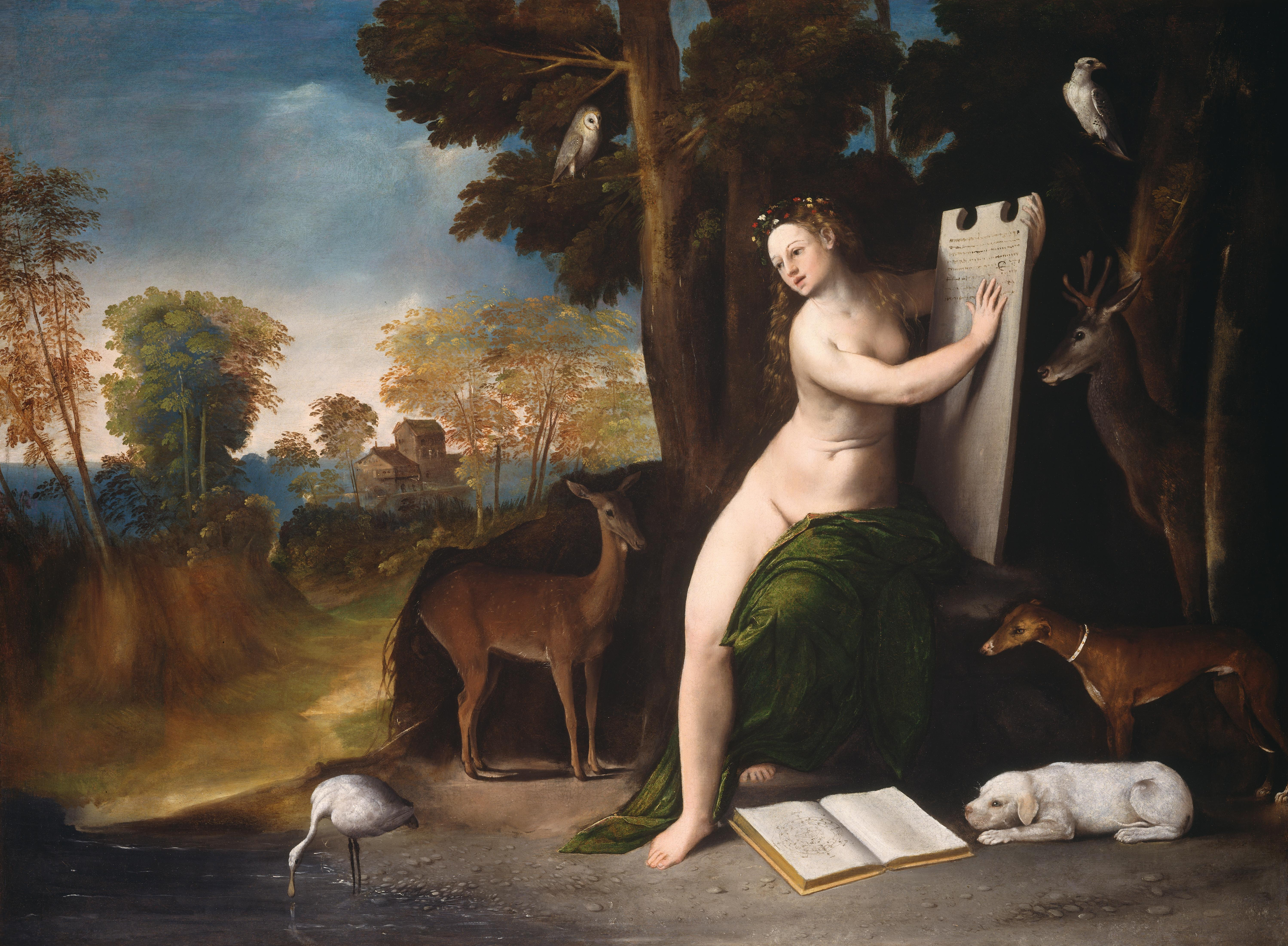
Чаклунка Цирцея з коханцями, яких зробила тваринами.
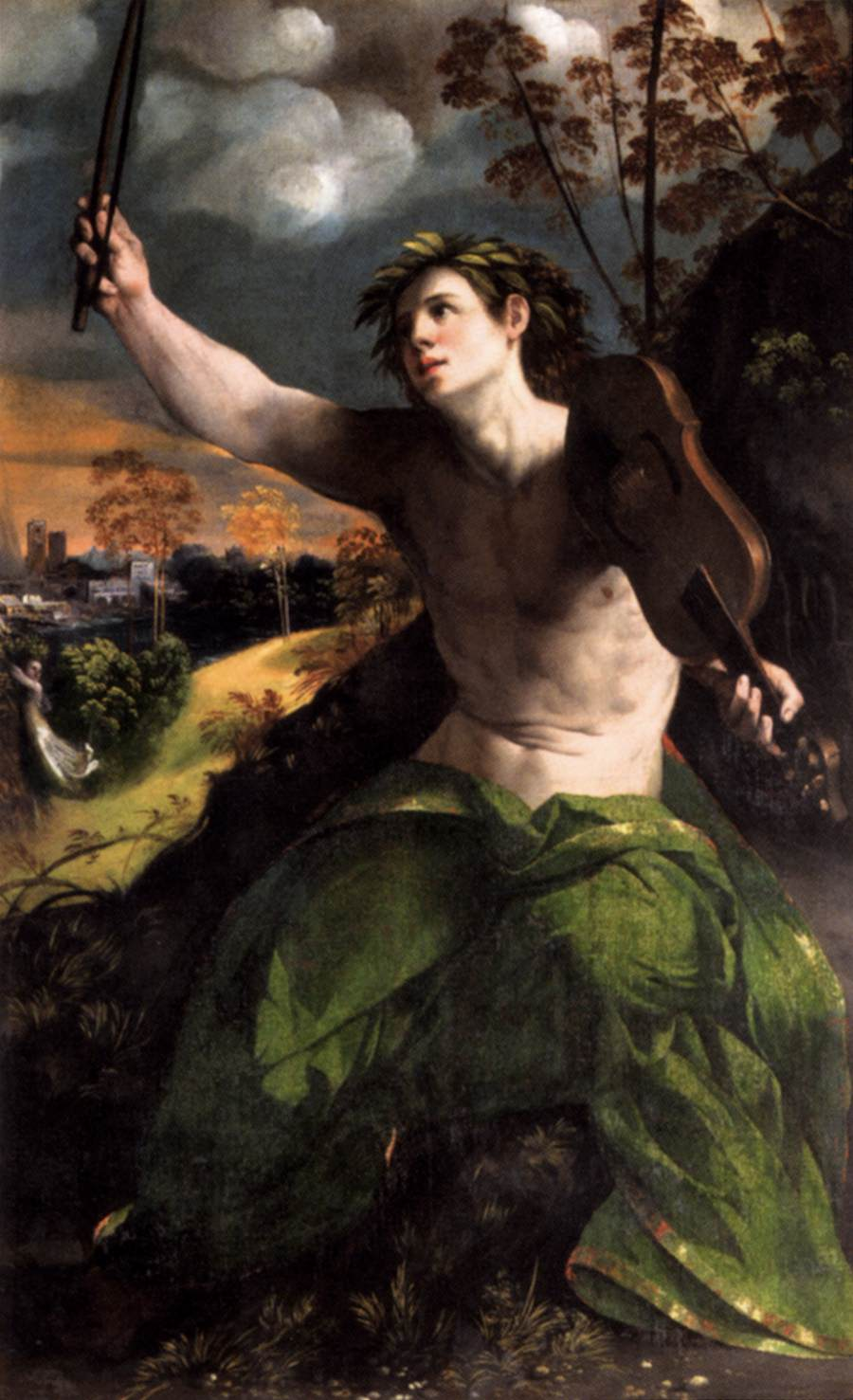
«Аполлон - покровитель мистецтв.»  Галерея Боргезе, Рим.
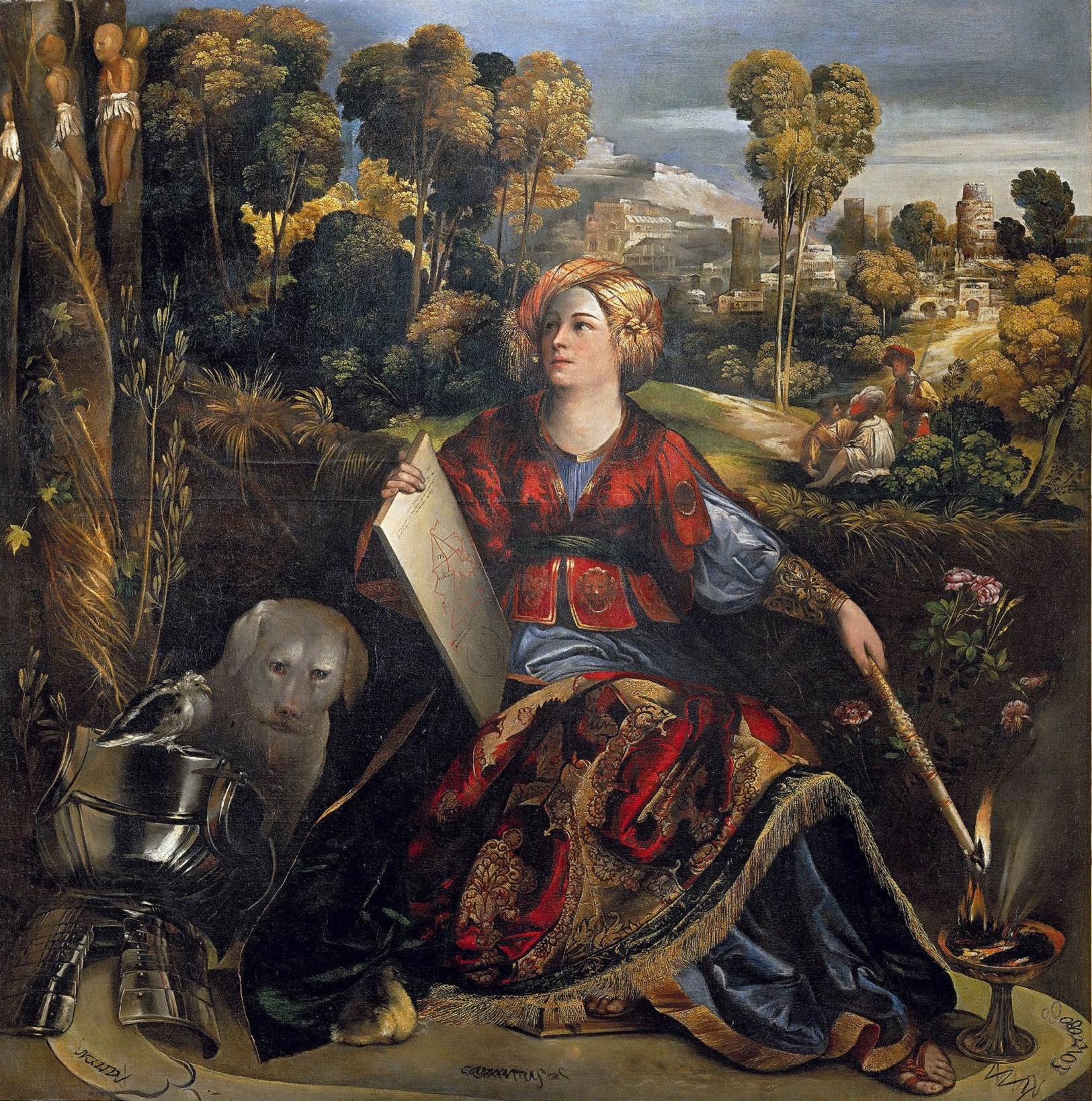
Чаклунка Цирцея.Галерея Боргезе, Рим.

## Портрети

«Герцог Феррари Альфонсо I», Галерея Естензе, Модена
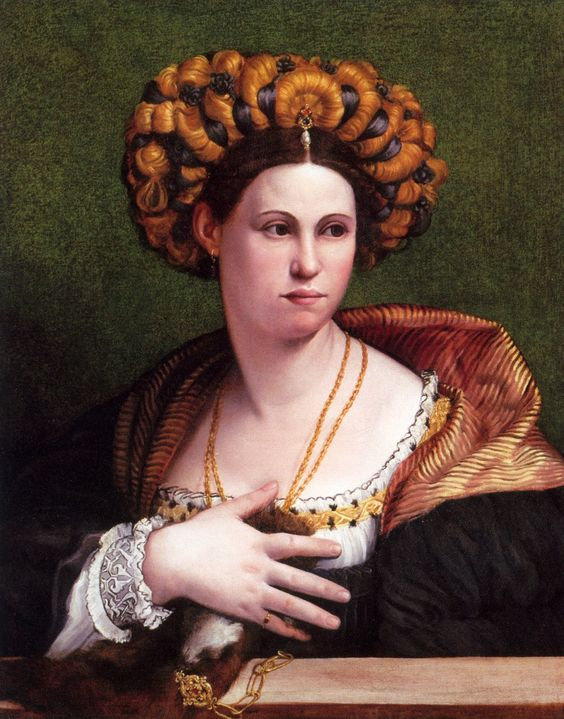
«Портрет жінки», Музей Конде, Шантійї
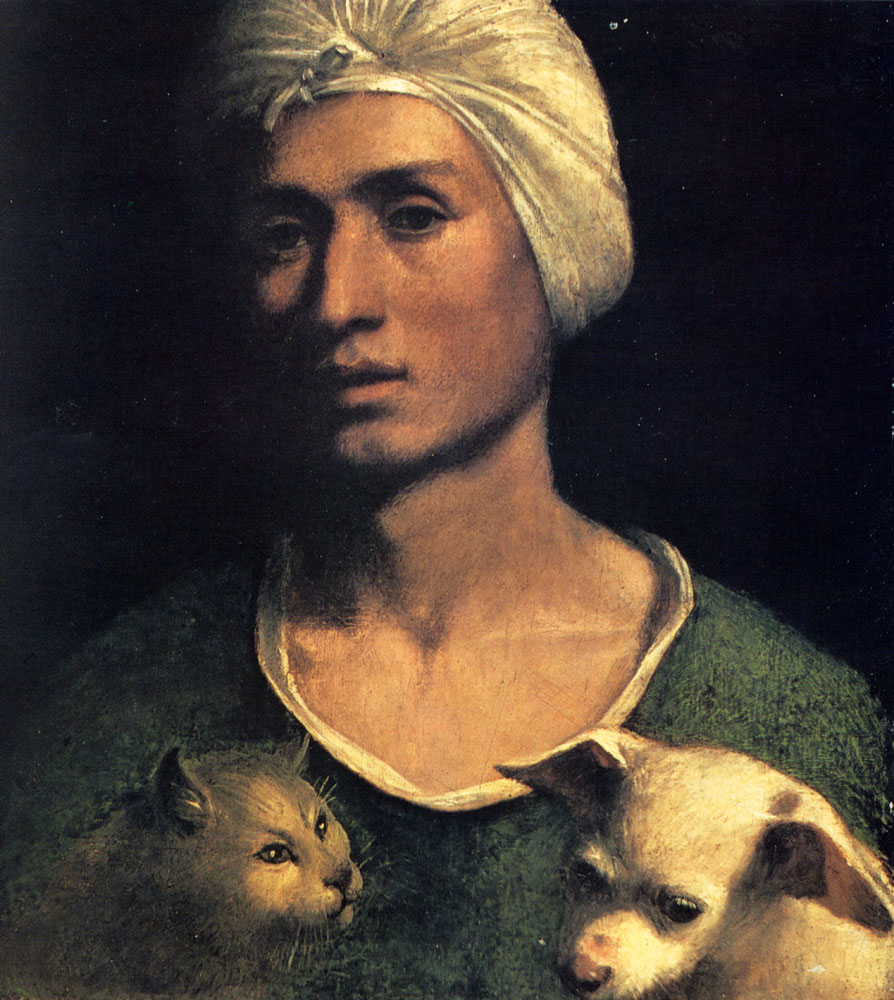
«Юнак зі своїми улюбленцями»
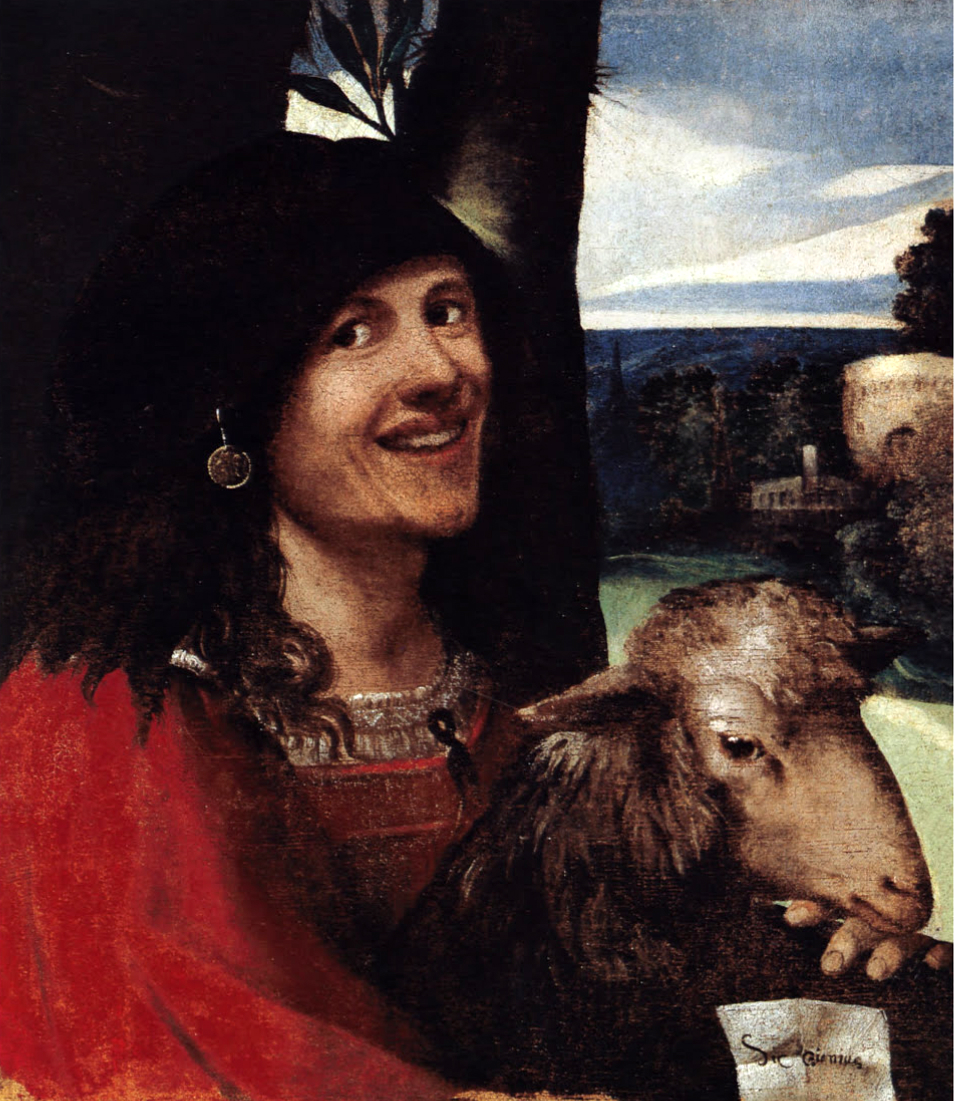
«Комедіант», Галерея Естензе, Модена